# La Bastide-Solages
La Bastide-Solages település Franciaországban, Aveyron megyében. Lakosainak száma 110 fő (2022. január 1.). La Bastide-Solages Brasc, Coupiac, Plaisance, Curvalle, Fraissines és Trébas községekkel határos.

## Népesség
A település népessége az elmúlt években az alábbi módon változott:
| Lakosok száma | 212  | 130  | 111  | 112  | 110  | 109  | 108  | 106  | 104  | 110  |
|               | 1968 | 1982 | 1990 | 2006 | 2013 | 2015 | 2017 | 2019 | 2020 | 2022 |